# Suveranitate parlamentară
Suveranitatea parlamentară, numită și supremație parlamentară sau supremație legislativă, este un concept în dreptul constituțional al unor democrații parlamentare. Se susține că organul legislativ are suveranitate absolută și este suprem asupra tuturor celorlalte instituții guvernamentale, inclusiv asupra organelor executive sau judecătorești. De asemenea, se susține că organul legislativ poate modifica sau abroga orice legislație anterioară și, prin urmare, nu este obligat de legea scrisă (în unele cazuri, nici măcar de o constituție) sau de precedent. Modificările constituției necesită de obicei o majoritate superioară, adesea două treimi din voturi în loc de jumătate.
În unele țări, suveranitatea parlamentară poate fi pusă în contrast cu separarea puterilor în stat și constituționalismul, care limitează adesea sfera de aplicare a legislativului la legislația generală și îl supun unui control judiciar extern, unde legile adoptate de legislativ pot fi declarate invalide în anumite circumstanțe.Statele care au legislative suverane includ: Regatul Unit, Noua Zeelandă, Olanda, Suedia, Finlanda, Jamaica.

## Italia
Conceptul de suveranitate a Parlamentului în Italia își are rădăcinile în tradiția privilegiilor parlamentare. Cu toate acestea, Curtea Constituțională italiană, printr-o hotărâre considerată una dintre cele mai comprehensive și convingătoare decizii „sistemice” (cu judecătorul raportor Carlo Mezzanotte), a deschis calea către justițiabilitatea interna corporis, adică posibilitatea controlului jurisdicțional asupra actelor interne ale Camerelor parlamentare.
În ciuda acestei evoluții, urme ale teoriilor vechi persistă prin instituția autodichiei. Aceasta implică excluderea actelor îndeplinite în interiorul Camerelor de la jurisdicția instanțelor ordinare. Decizia de a acorda președinților Parlamentului puterea de a soluționa anumite acte a generat critici semnificative, fiind percepută ca o tentativă de a le sustrage controlului judiciar, chiar și în cazurile care vizează drepturile individuale.